# Krysta Palmer
Krysta Palmer (Carson City, 13 de junio de 1992) es una deportista estadounidense que compite en saltos de trampolín.
Participó en los Juegos Olímpicos de Tokio 2020, obteniendo una medalla de bronce en la prueba individual. Ganó una medalla de bronce en el Campeonato Mundial de Natación de 2017 (equipo mixto) y una medalla de bronce en los Juegos Panamericanos de 2023 (trampolín 3 m).

## Palmarés internacional
| Juegos Olímpicos     | Juegos Olímpicos   | Juegos Olímpicos  | Juegos Olímpicos |
| Año                  | Lugar              | Medalla           | Prueba           |
| -------------------- | ------------------ | ----------------- | ---------------- |
| 2020                 | Tokio (Japón)      | Medalla de bronce | Trampolín 3 m    |
| Campeonato Mundial   |                    |                   |                  |
| Año                  | Lugar              | Medalla           | Prueba           |
| 2017                 | Budapest (Hungría) | Medalla de bronce | Equipo mixto     |
| Juegos Panamericanos |                    |                   |                  |
| Año                  | Lugar              | Medalla           | Prueba           |
| 2023                 | Santiago (Chile)   | Medalla de bronce | Trampolín 3 m    |